# Vjatskoje
Vjatskoje (Russisch: Вятское, Vjatskoe) is een dorp in het oosten van Rusland. Het ligt vlak bij Chabarovsk en dicht bij de grens met China. Het ligt aan de rivier de Amoer en is een vissersdorp. Het dorp is vooral bekend om de vermeende geboorte van de voormalige Noord-Koreaanse leider Kim Jong-il in 1941 (volgens historici) of 1942 (volgens de Noord-Koreaanse autoriteiten). Veel historici menen dit eerste vanwege papieren van de voormalige Sovjet-Unie. De Noord-Koreaanse autoriteiten meldden overigens dat Kim Jong-il was geboren op de Paektusan in plaats van in Vjatskoje.